# بحيرة ماجيوري

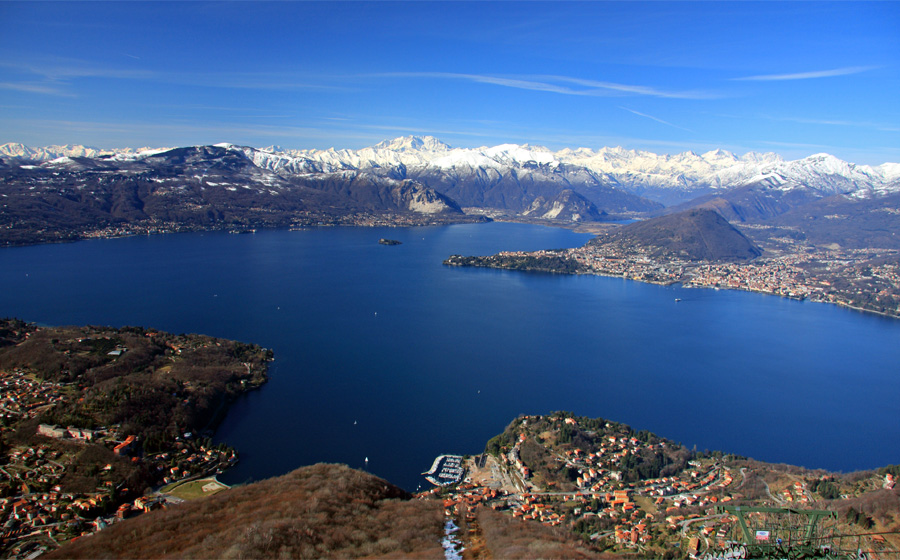
مشهد لبحيرة ماجيوري وجبال الألب من بلدة لافينو الإيطالية.

بحيرة ماجيوري أو بحيرة لاغو ماجيوري  (بالإيطالية: Lago Maggiore) هي بحيرة كبيرة تقع على الجانب الجنوبي من جبال الألب. تعد ثاني أكبر بحيرات إيطاليا و أكبرها جنوبي سويسرا. بحيرة لاغو ماجيوري هي الأكثر غربية بين البحيرات الثلاث الكبرى قبل الألبية في إيطاليا، فهي تمتد لحوالي 70 كيلومترا بين لوكارنو وأرونا. يصب فيها نهر فيرزاسكا البالغ طوله 30 كيلومتراً.
تقع في غرب بحيرة لاغو ماجيوري مدينة فربانيا وبها حديقة نباتات يزورها جمع غفير من السياح في كل عام.

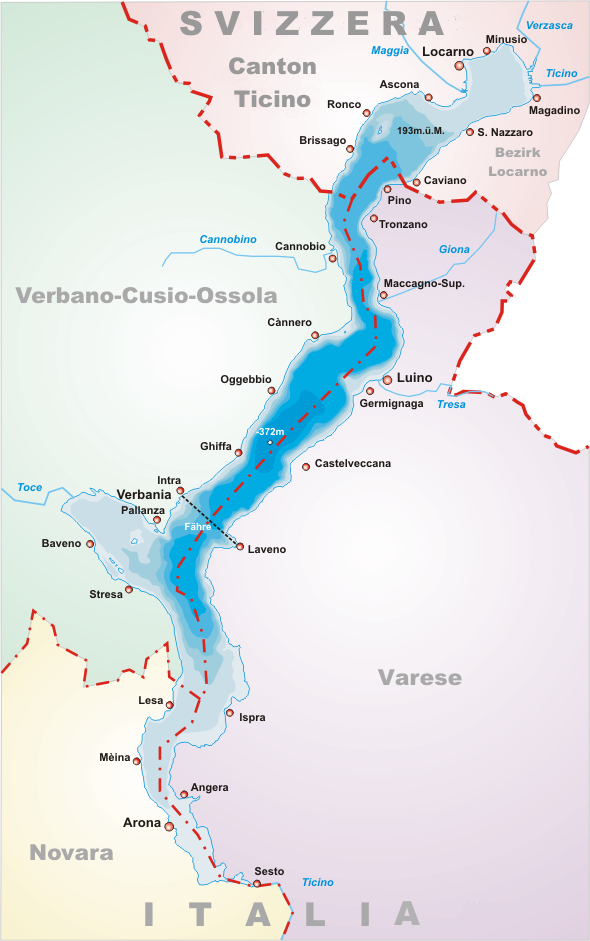
بحيرة لاغو ماجيوري

## صور من بحيرة لاغو ماجيوري

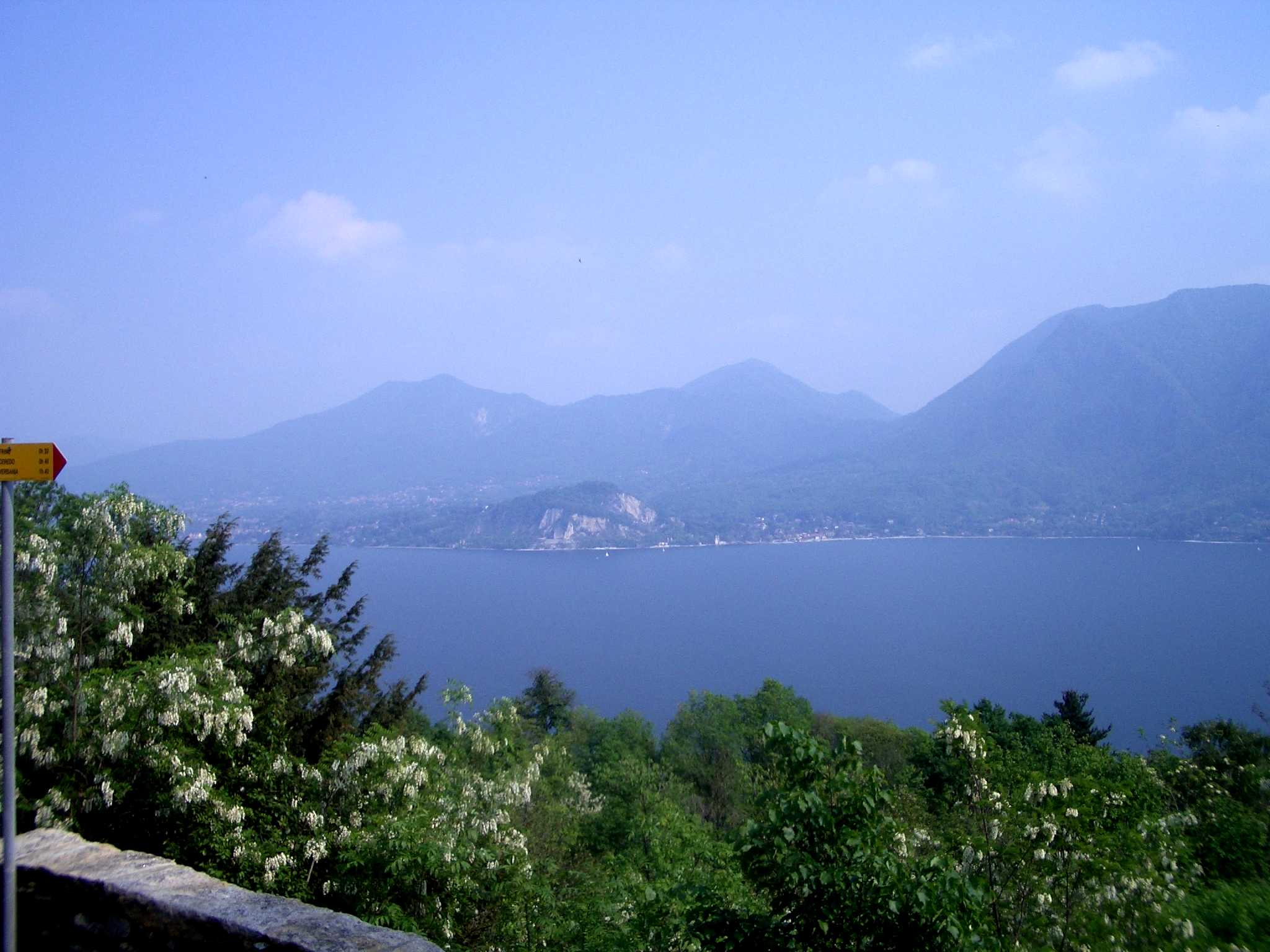
جبل الغيفة المقدس
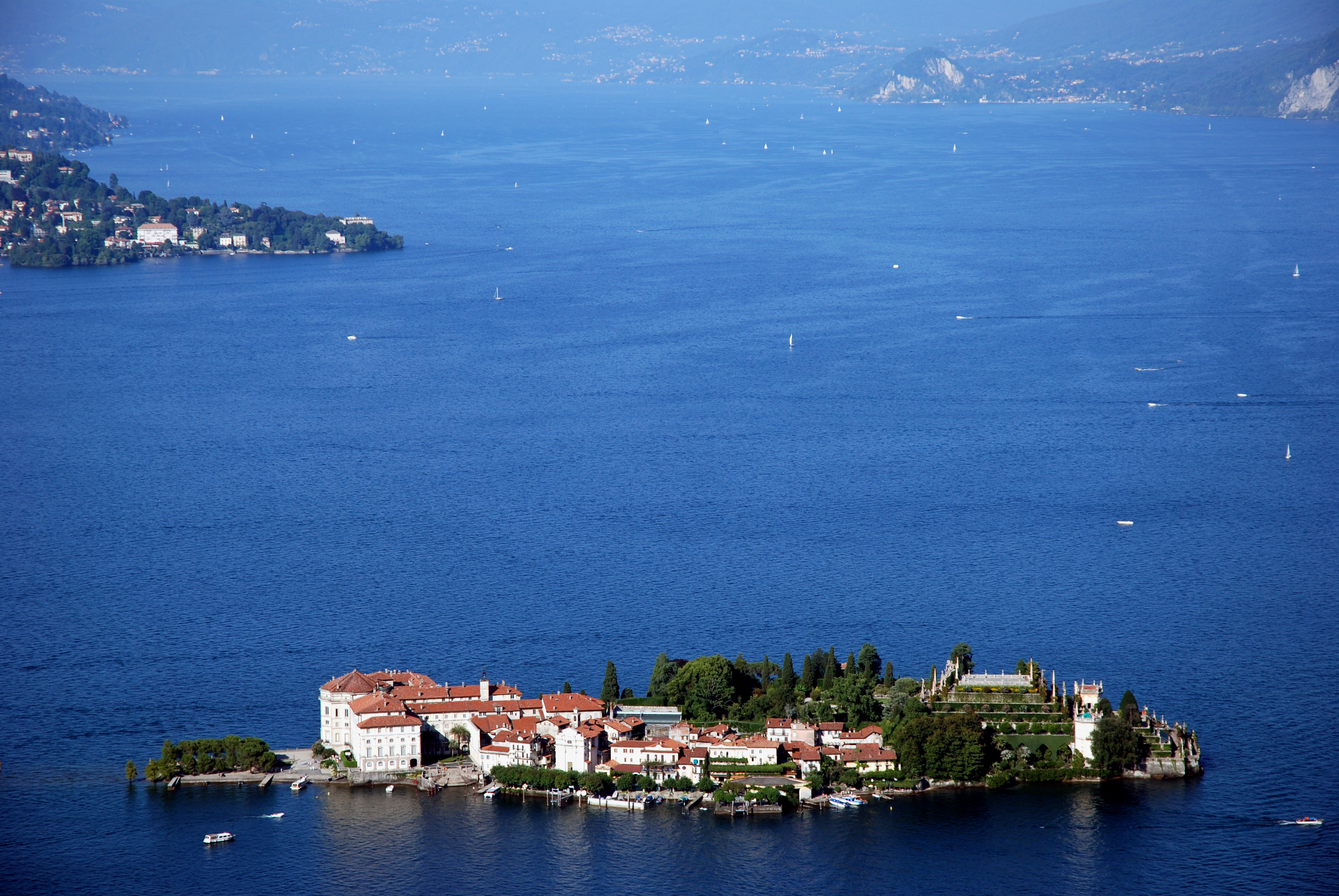
أيزولا بيلا
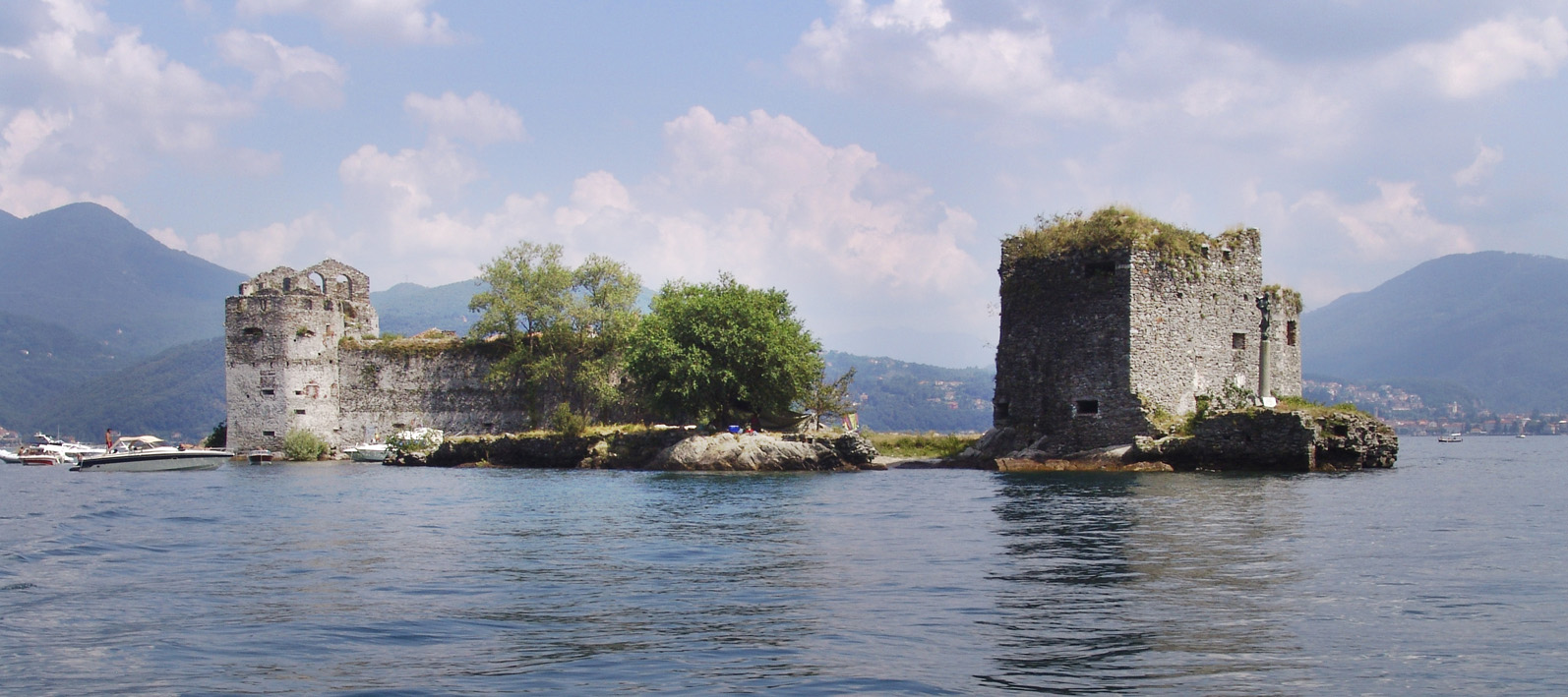
قلاع كانيرو
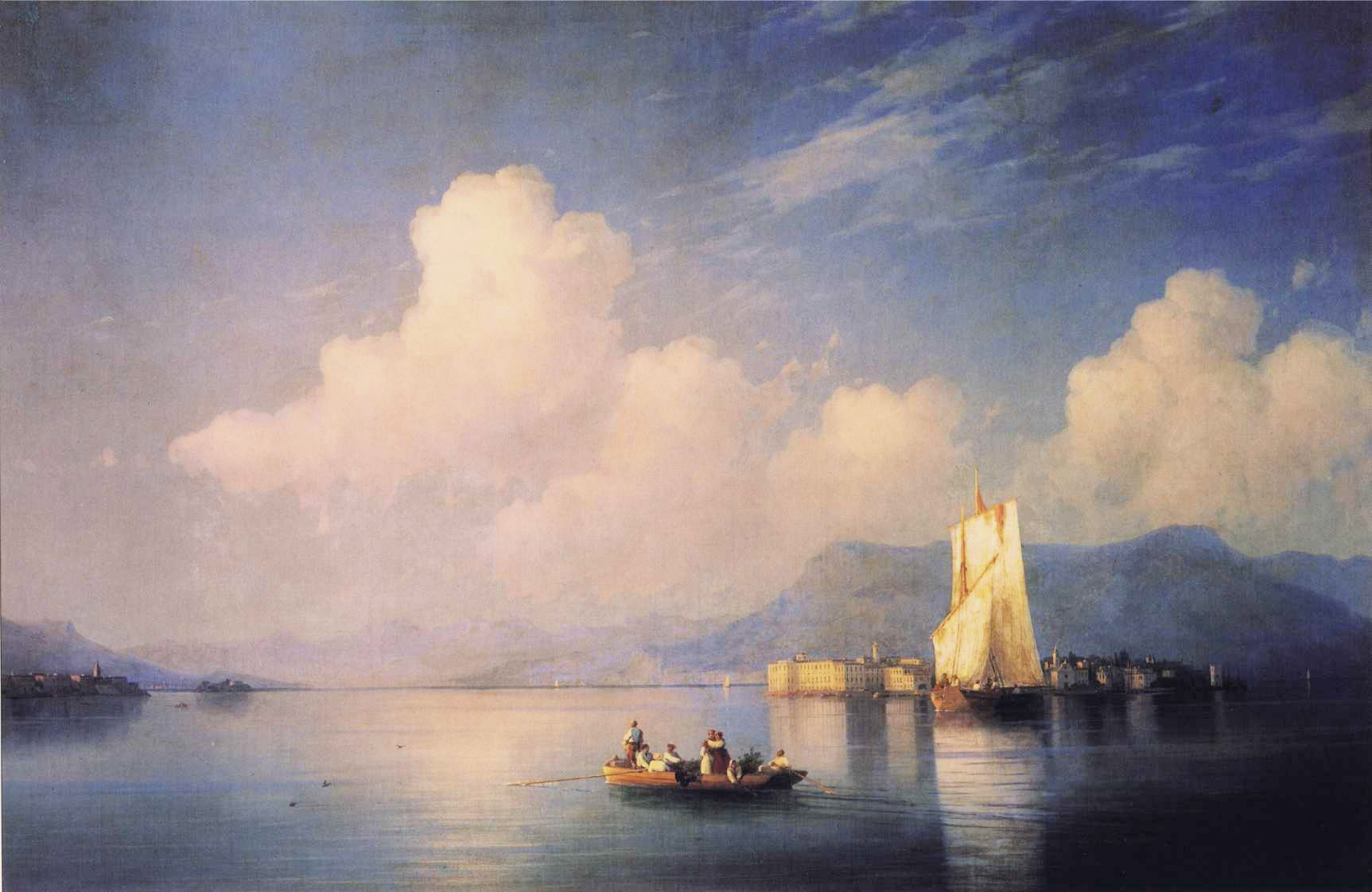
لوحة للفنان إيفان أيفازوفسكي 1858
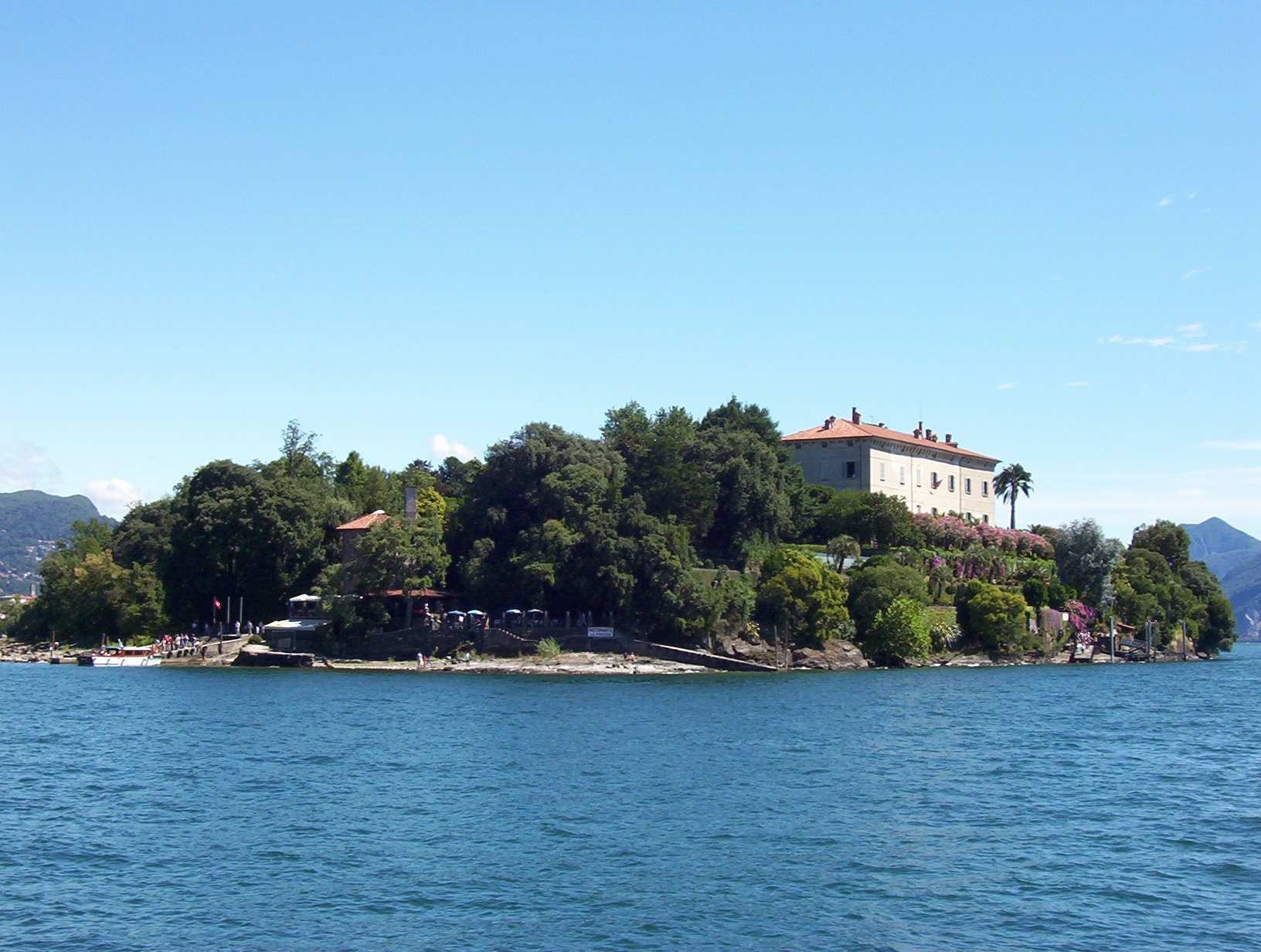
جزيرة إيسولا مادري
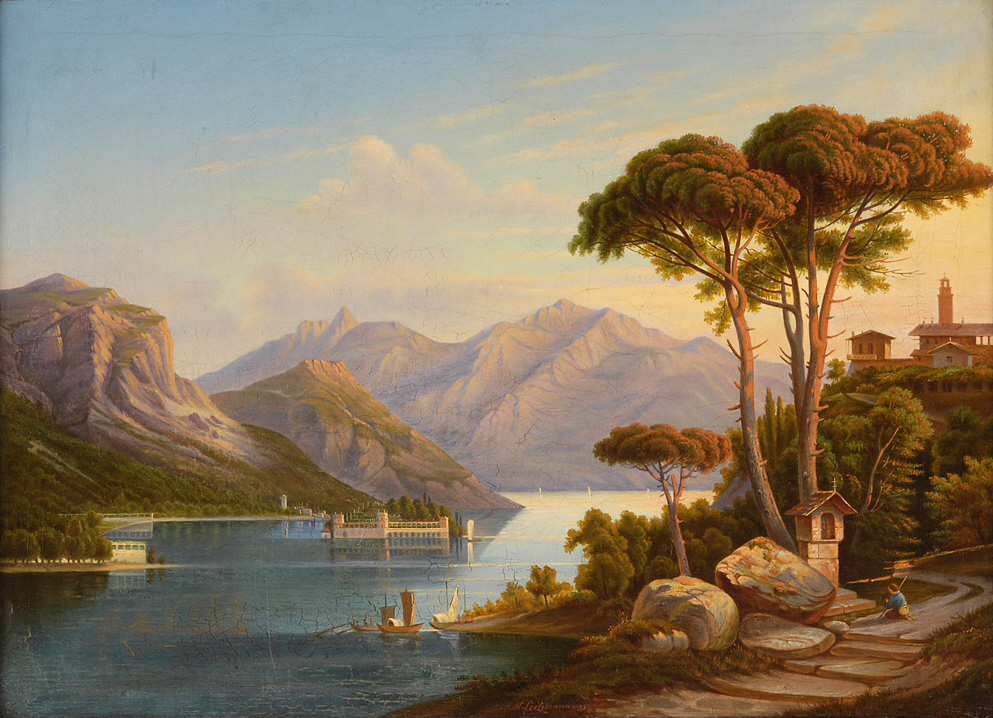
لوحة للفنان لايتمان لجزيرة إيسولا بيلا 1851